# Sophronica ruwenzorii
Sophronica ruwenzorii är en skalbaggsart som beskrevs av Stefan von Breuning 1966. Sophronica ruwenzorii ingår i släktet Sophronica och familjen långhorningar. Inga underarter finns listade i Catalogue of Life.